# Varzag
Varzag (persiska: ورزگ, Vārezg) är en ort i Iran.   Den ligger i provinsen Khorasan, i den östra delen av landet, 800 km öster om huvudstaden Teheran. Varzag ligger 1 449 meter över havet och antalet invånare är 586.
Terrängen runt Varzag är huvudsakligen kuperad, men åt nordost är den platt. Runt Varzag är det glesbefolkat, med 10 invånare per kvadratkilometer. Närmaste större samhälle är Qā'en, 15,4 km väster om Varzag. Omgivningarna runt Varzag är i huvudsak ett öppet busklandskap.